# Frente Marxista Valenciano
El Frente Marxista Valenciano (Front Marxista Valencià) fue una organización política valenciana, creada en 1954 en la clandestinidad. Suponía de hecho una de las primeras expresiones organizativas del comunismo en Valencia bajo el franquismo. Entre sus miembros destacaron Francesc Codonyer y Enric Tàrrega Andrés. El Frente mantenía una actitud de reivindicación de la identidad propia de País Valenciano, que contrastaba con la de la federación valenciana del Partido Comunista de España. El carácter valencianista del Frente alimentó aún más con la incorporación de un sector de las juventudes de Lo Rat Penat. Hacia mediados de los 1960 el FMV desapareció, y sus integrantes pasaron a militar, en los años 1960 y 1970 en las formaciones valencianistas, como el Partit Socialista Valencià (PSV) y el Partido Socialista Unificado del País Valenciano (PSUPV), el comunista del Partido Comunista del País Valenciano (PCPV), el marxista de liberación nacional del Partit Socialista d'Alliberament Nacional (PSAN) y el nacionalismo valenciano de la Unitat del Poble Valencià (UPV).